# Cantu Addition
Cantu Addition – jednostka osadnicza w Stanach Zjednoczonych, w stanie Teksas, w hrabstwie Brooks.